# Castillet

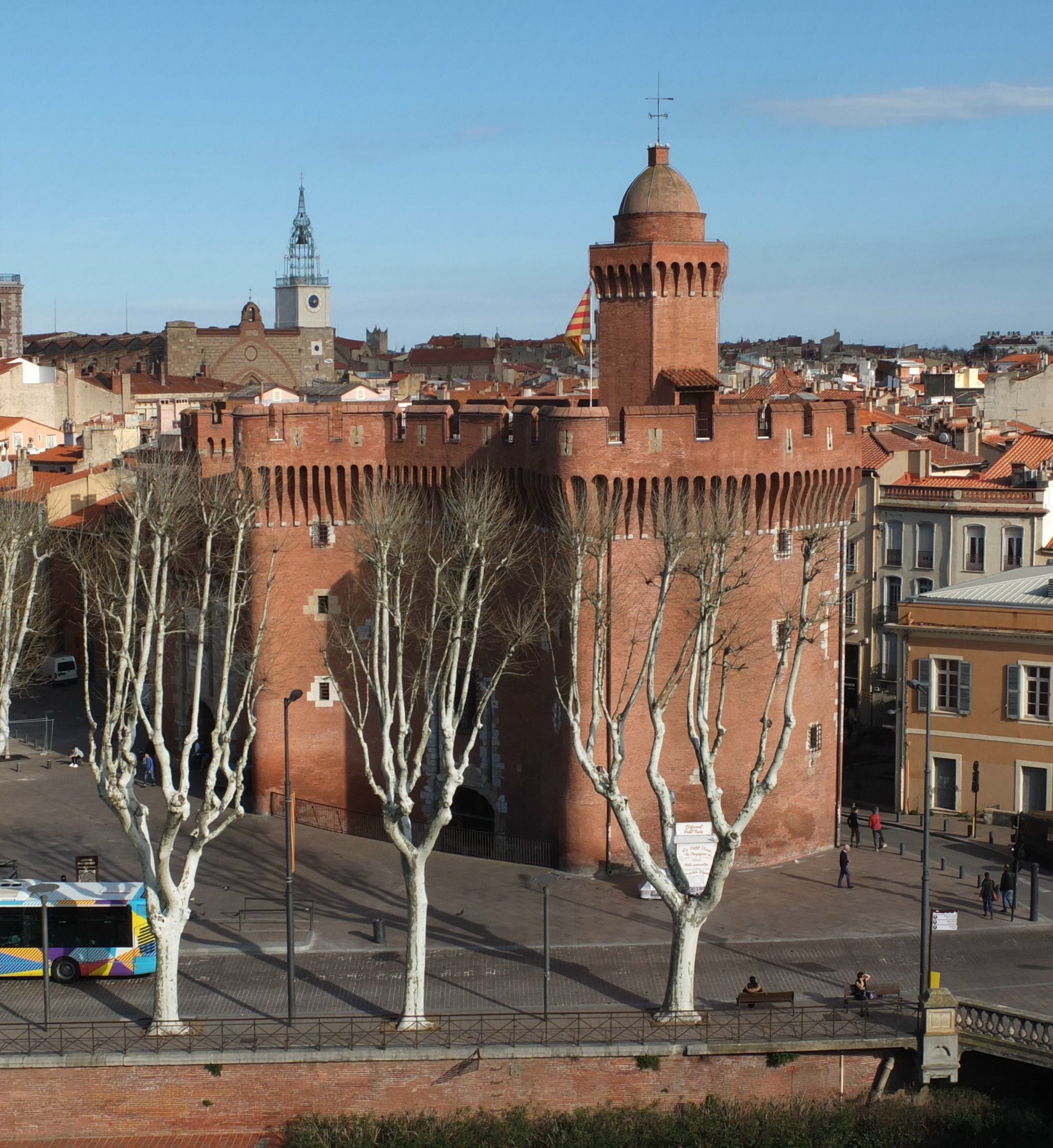
Fachada oeste de Castillet, Perpignan, France (visto da Galeria Lafayette)

Um Castillet (ou Castellet, pequeno castelo) é uma antiga fortificação e porta da cidade localizada em Perpignan (Pirenéus Orientais, França). Actualmente, este monumento é um forte símbolo da cidade, tendo-se tornado num museu: Museu Català de les Arts i Tradicions Populars (Museu Catalão de Artes e Tradições Populares).
O Castillet era composto por três partes: o grande Castillet, o pequeno Castillet (antigo portão da cidade) e um bastião poligonal. O bastião foi destruído no início do século XX, mas o grande e o pequeno Castillet foram salvos da demolição.